# Оскар Хилјемарк
Оскар Хилјемарк (швед. Oscar Hiljemark; 28. јун 1992) шведски је фудбалер и репрезентативац.

## Клупска каријера
Поникао је у млађим категоријама Иславеда. Године 2010. био је прикључен у први тим Елфсборга који је играо у Првој лиги Шведске. Дебитовао је 26. септембра 2010. године против Бромапојкарне, резултат утакмице је био 2:2. У првој сезони играо је четири пута за Елфсборг. У другој сезони играо је на 29 утакмица и постигао 3 гола.
Дана 4. јануара 2013. потписао је уговор са холандским ПСВ Ајндховеном. У јулу 2015. потписао је четворогодишњи уговор са италијанским Палермом. Од 2017. игра за Ђенову.

## Репрезентација
Дебитовао је 2012. године за шведску репрезентацију. Дао је два гола за национални тим.
У мају 2018. године, био је уврштен у састав Шведске на Светском првенству у Русији 2018. године.

### Голови за репрезентацију
Голови Хиљемарка у дресу са државним грбом
| #  | Датум             | Место    | Противник | Гол | Резултат | Такмичење                                |
| -- | ----------------- | -------- | --------- | --- | -------- | ---------------------------------------- |
| 1. | 18. јануар 2012.  | Ал Рајан | Бахреин   | 2:0 | 2:0      | Пријатељска                              |
| 2. | 10. октобар 2016. | Солна    | Бугарска  | 2:0 | 3:0      | Квалификације за Светско првенство 2018. |

## Статистика каријере

### Репрезентативна
Статистика до 3. јула 2018.
| Тим     | Год.   | Наступи | Голови |
| ------- | ------ | ------- | ------ |
| Шведска |        |         |        |
| 2012    | 2      | 1       |        |
| 2013    | 1      | 0       |        |
| 2014    | 3      | 0       |        |
| 2015    | 1      | 0       |        |
| 2016    | 8      | 1       |        |
| 2017    | 3      | 0       |        |
| 2018    | 6      | 0       |        |
| Укупно  | Укупно | 26      | 3      |